# Patrioci za Europą
Patrioci za Europą, również Patrioci dla Europy (ang. Patriots for Europe, PfE) – grupa polityczna w Parlamencie Europejskim, utworzona 8 lipca 2024, złożona z prawicowych i eurosceptycznych partii.

## Historia
30 czerwca 2024 roku w Wiedniu premier Węgier Viktor Orbán, były premier Czech Andrej Babiš oraz były austriacki minister spraw wewnętrznych Herbert Kickl ogłosili powstanie sojuszu politycznego, który w przyszłości miał przekształcić się w grupę polityczną w Parlamencie Europejskim. 1 lipca do sojuszu dołączyła portugalska partia Chega, a 5 lipca hiszpańska partia Vox oraz holenderska Partia Wolności. 6 lipca dołączył belgijski Interes Flamandzki oraz Duńska Partia Ludowa. 8 lipca, dzień po drugiej turze wyborów parlamentarnych we Francji, ogłoszono akces Zjednoczenia Narodowego. Tego samego dnia w Parlamencie Europejskim ukonstytuowała się grupa polityczna wraz z dołączeniem włoskiej Ligi, czeskiej koalicji Přísaha a Motoristé, greckiej partii Głos Rozsądku oraz partii Łotwa na Pierwszym Miejscu. Przewodniczącym frakcji został Jordan Bardella, a pierwszą wiceprzewodniczącą Kinga Gál. Pozostałymi wiceprzewodniczącymi zostali: Roberto Vannacci, Klára Dostálová, Sebastiaan Stöteler, António Tânger Corrêa, Hermann Tertsch i Harald Vilimsky. 1 października 2024 do frakcji dołączył polski Ruch Narodowy.

## Partie członkowskie
| Państwo         | Partia                                                                   | Skrót  | Frakcja w latach 2019–2024       | Europosłowie |
| --------------- | ------------------------------------------------------------------------ | ------ | -------------------------------- | ------------ |
| Austria         | Wolnościowa Partia Austrii Freiheitliche Partei Österreichs              | FPÖ    | ID                               | 6/20         |
| Belgia          | Interes Flamandzki Vlaams Belang                                         | VB     | ID                               | 3/22         |
| Czechy          | ANO 2011 Akce nespokojených občanů                                       | ANO    | RE                               | 7/21         |
| Czechy          | Přísaha Přísaha občanské hnutí                                           |        | brak                             | 1/21         |
| Czechy          | Motoristé Sobě Motoristé sobě                                            | AUTO   | brak                             | 1/21         |
| Dania           | Duńska Partia Ludowa Dansk Folkeparti                                    | DF     | ID                               | 1/15         |
| Francja         | Zjednoczenie Narodowe Rassemblement national                             | RN     | ID                               | 30/81        |

Mapa krajów z których pochodzą europarlamentarzyści frakcji. Ciemny fiolet oznacza kraje wysyłające wielu członków. Jasny fiolet jednego.

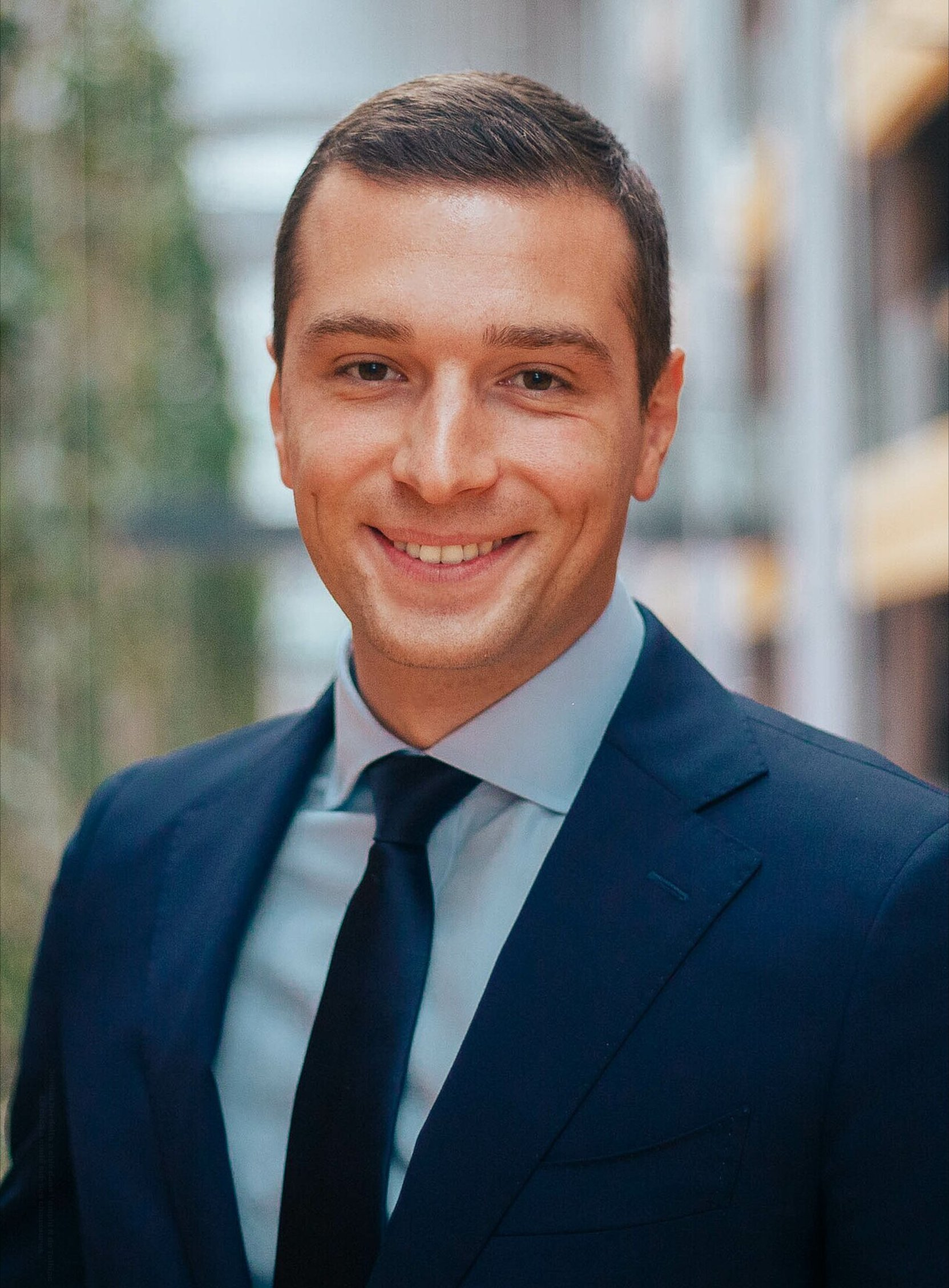
Jordan Bardella – przewodniczący frakcji, od 2022 przewodniczący Zjednoczenia Narodowego (Francja)

| Grecja          | Głos Rozsądku Φωνή Λογικής – Αφροδίτη Λατινοπούλου                       | FL     | brak                             | 1/21         |
| Holandia        | Partia Wolności Partij voor de Vrijheid                                  | PVV    | ID                               | 6/31         |
| Hiszpania       | Vox                                                                      | VOX    | ECR                              | 6/61         |
| Łotwa           | Łotwa na Pierwszym Miejscu Latvija pirmajā vietā                         | LPV    | brak                             | 1/9          |
| Polska          | Ruch Narodowy                                                            | RN     | brak                             | 2/53         |
| Włochy          | Liga Lega                                                                | LEGA   | ID                               | 8/76         |
| Portugalia      | Chega                                                                    | CH     | brak (2019–2020) ID (2020–2024)  | 2/21         |
| Węgry           | Fidesz – Węgierski Związek Obywatelski Fidesz – Magyar Polgári Szövetség | FIDESZ | EPP (2019–2021) brak (2021–2024) | 10/21        |
| Węgry           | Chrześcijańsko-Demokratyczna Partia Ludowa Kereszténydemokrata Néppárt   | KDNP   | EPP                              | 1/21         |
| Unia Europejska | Suma                                                                     | Suma   | Suma                             | 86/720       |